# Agrostis paurretii
Agrostis paurretii é uma espécie de gramínea do gênero Agrostis, pertencente à família Poaceae.